# Bo Lennartsson
Bo „Kulon“ Lennartsson (* 7. Mai 1955; † 21. Juli 2020) war ein schwedischer Eishockeyspieler, -trainer und -funktionär. Mit Färjestad BK wurde er als Trainer zweimal schwedischer Meister. Er war einer der Initiatoren und später leitender Sportdirektor der Champions Hockey League.

## Karriere
Lennartsson war von 1972 bis 1982 Verteidiger bei KB Karlskoga (ab 1978 Bofors IK Karlskoga). Karlskoga spielte dabei 1972/73 und 1974/75 jeweils in der höchsten Spielklassen, ansonsten in der damals zweithöchsten Division 1. 1982 bis 1985 war Lennartsson als Spielertrainer bei Halmstad HK tätig, wobei er mit dem Verein in der ersten Saison in die Division 2 aufstieg. 1987 bis 1989 war er Trainer bei Bofors IK. Danach folgten jeweils eine Spielzeit bei Väsby IK, Kristinehamns HT sowie 1994/95 beim EC Ehrwald in der österreichischen Bundesliga. 
Von 1997 bis 1999 war Lennartsson bei Färjestad BK tätig und wurde im ersten Jahr als Cheftrainer bereits schwedischer Meister und Trainer des Jahres. 2001 und 2002 war er Cheftrainer der schwedischen U20 und von 2001 bis 2003 Co-Trainer von Färjestad, wo er 2002 erneut Meister wurde. In den Spielzeiten 2004/05 und 2005/06 startete jeweils als Cheftrainer von Färjestad, wurde aber in beiden Spielzeiten während der Saison abgelöst. Von 2008 bis 2012 war er schließlich im Management von Färjestad für das Nachwuchsprogramm zuständig.
Er war Mitinitiator der European Trophy, eines privaten Europapokalwettbewerbs, dessen Turnierdirektor er auch war. In dieser Funktion war er auch für die Weiterentwicklung des Wettbewerbs zur heutigen Champions Hockey League verantwortlich, deren Sportdirektor er wurde.